# Foutouri
Foutouri è un dipartimento del Burkina Faso classificato come comune, situato nella provincia di Komandjoari, facente parte della Regione dell'Est.
Il dipartimento si compone del capoluogo e di altri 7 villaggi: Foutouri-Peulh, Hantoukoura, Igori, Kirgou, Kirgou-Peulh, Lougou, Nassourou e Tankoualou.